# Leo Carrillo

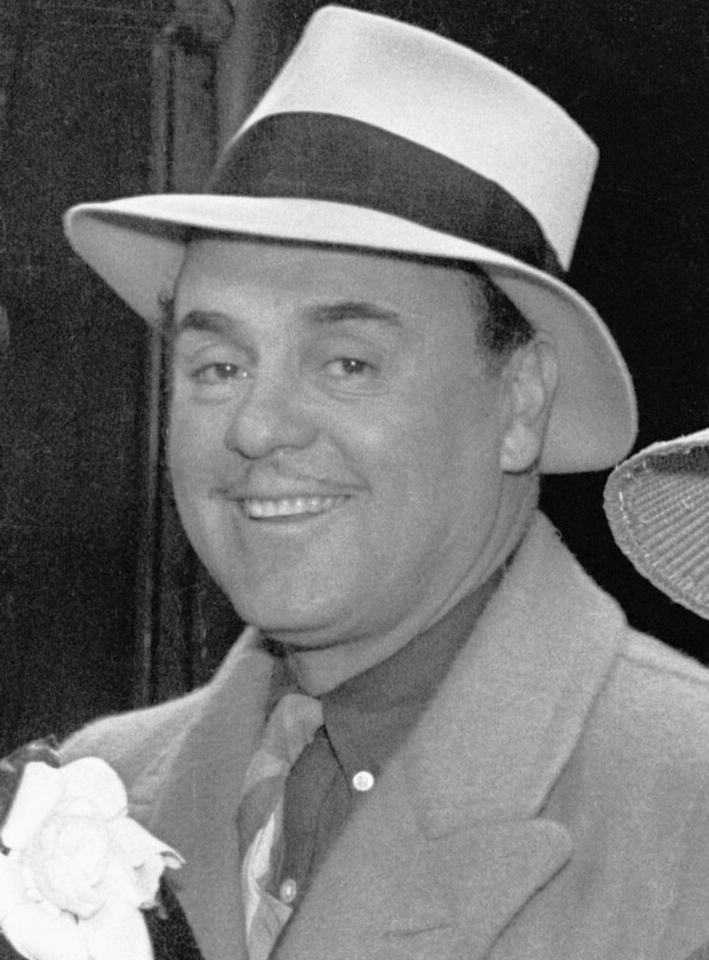
Leo Carrillo (1936)

Leopoldo Antonio „Leo“ Carrillo (* 6. August 1881 in Los Angeles, Kalifornien; † 10. September 1961 in Santa Monica, Kalifornien) war ein US-amerikanischer Film- und Theaterschauspieler.

## Leben

### Familie

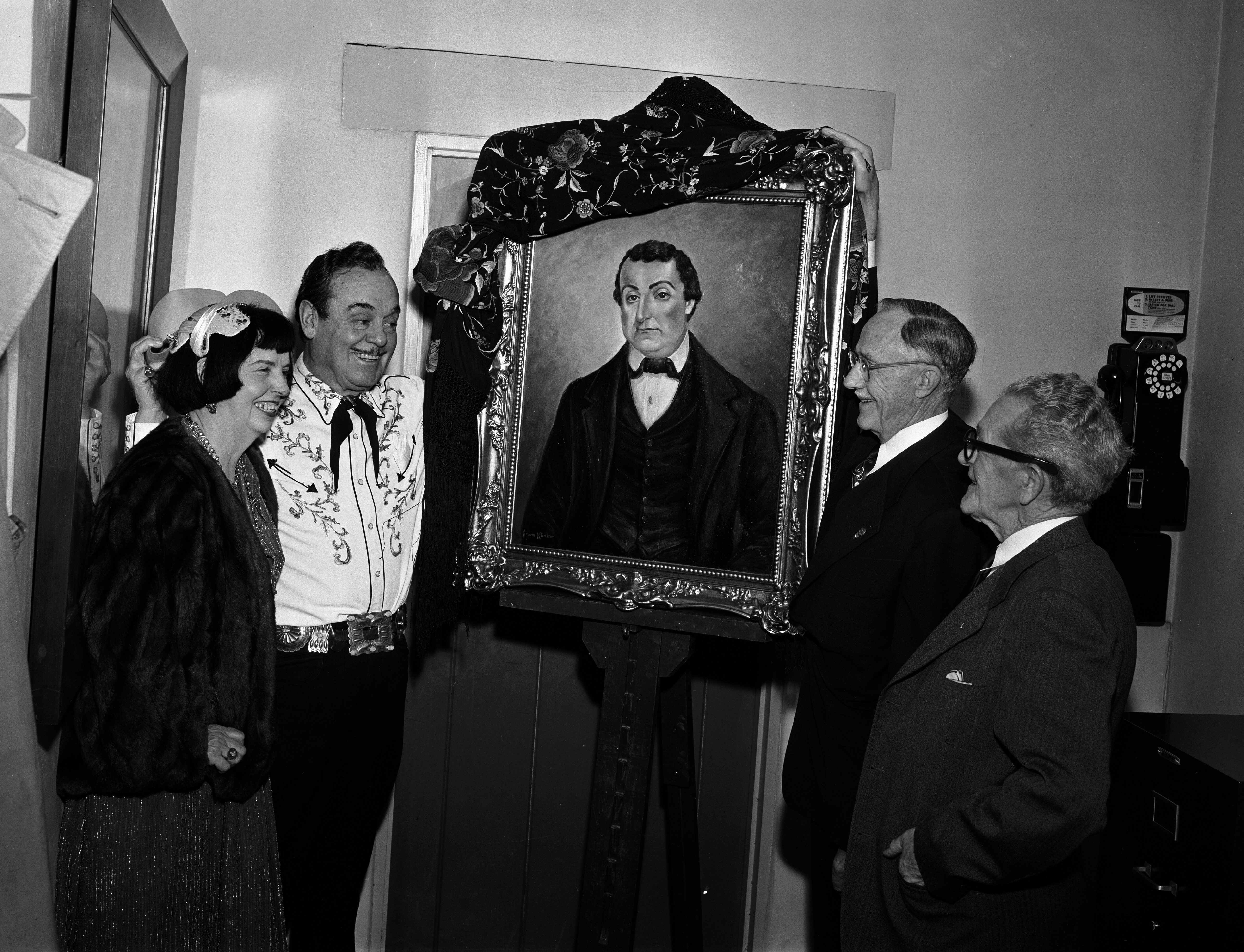
Leo Carrillo (im weißen Hemd) mit einem Porträt seines Großonkels José Antonio Carrillo (1955)

Leo Carrillo gehörte einer der prominentesten kalifornischen Familien seiner Zeit an; sein Stammbaum kann bis auf José Raimundo Carrillo, einen der ersten Siedler in San Diego im Jahr 1769 zurückdatiert werden. Leo Carrillos Urgroßvater war Carlos Antonio Carrillo, der von 1837 bis 1838 als Gouverneur von Kalifornien amtierte. José Antonio Carrillo, Carrillos Großonkel war von 1826 bis 1834 Bürgermeister von Los Angeles.
Leo Carrillo selbst wurde als Sohn von Juan José Carrillo und dessen erster Ehefrau Francisca Roland geboren. 1881 zog die Familie nach Santa Monica, wo Carrillos Vater von 1890 bis 1897 zum Ersten Bürgermeister der Stadt gewählt wurde. Nach dem frühen Tod seiner Mutter, im Jahr 1897, heiratete sein Vater erneut. Carrillo wuchs in einer Großfamilie heran. Neben den zehn Geschwistern aus der ersten Ehe seines Vaters bekam Juan Carillo mit seiner zweiten Ehefrau Eva Van Vusker Carrillo sieben weitere Kinder. Carrillo ist auch ein Cousin des Schauspielers William Gaxton.

### Karriere
Carrillo begann als junger Erwachsener zunächst als Karikaturist beim San Francisco Examiner zu arbeiten und zog um 1915 nach New York City. Hier erhielt er im März 1915 sein erstes Engagement am Broadway und stand so in Fads and Fancies von Glen MacDonough auf der Bühne. In den kommenden zwölf Jahren, bis 1927, sollten noch acht weitere Produktionen folgen, wie etwa The Padre von Stanley Logan im Jahr 1927.
1927 beendete Carrillo seine Karriere beim Theater und konzentrierte sich nun auf eine Laufbahn beim Film. Im zehnminütigen Kurzfilm At the Ball Game feierte Carrillo im Juni 1927 sein Debüt. Obwohl Carrillo in über 90 Filmen vor die Kamera trat, erfolgte sein eigentlicher Durchbruch erst im Jahr 1948, als er erstmals den Charakter des Pancho Villa im Western Cisco räumt auf! verkörperte. Nach fünf weiteren Filmen wurde von 1950 bis 1956 aus dem Stoff um The Cisco Kid eine Fernsehserie produziert, die 156 Folgen umfasste. Zwei Jahre später, 1958, beendete Carrillo seine Karriere als Schauspieler.

### Politische Aktivitäten
Carrillo war zeitlebens auch politisch aktiv. So diente er 18 Jahre lang in der California Beach and Parks Commission und zeichnete so für das Erschließen einiger noch heute in Kalifornien ansässigen Nationalparks verantwortlich, darunter Hearst Castle oder der Anza-Borrego Desert State Park. Auch ernannte ihn der kalifornische Gouverneur Pat Brown zum Ehrenbotschafter Kaliforniens.

### Privatleben und Tod

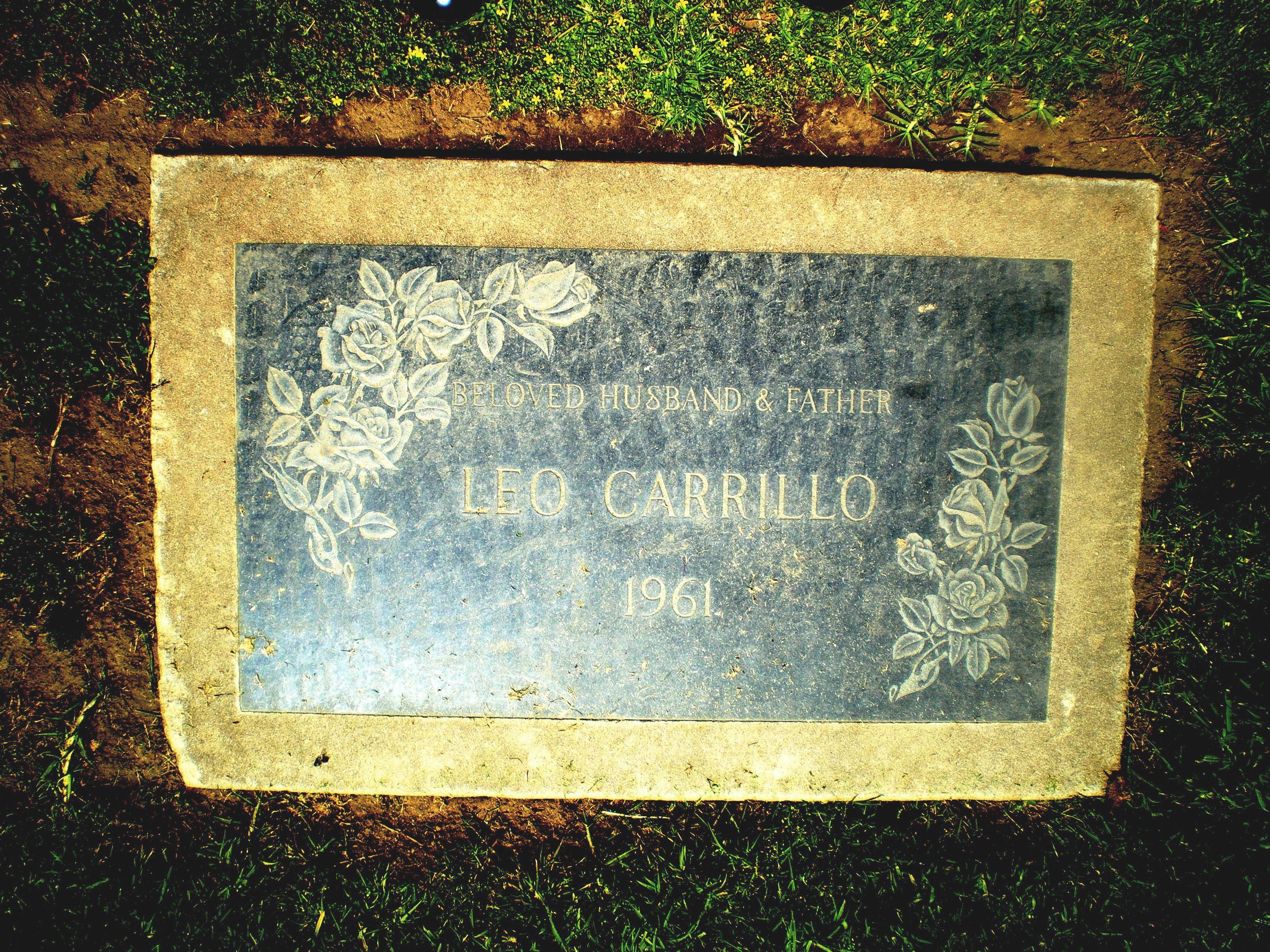
Carrillos Grab auf dem Woodlawn Memorial Cemetery

Leo Carrillo, der lange Zeit mit der Schauspielerin Dorothy Dare (1911–1981) liiert war, war von 1940 bis zu ihrem Tod, im Jahr 1953, mit Edith Haeselbarth verheiratet. Zusammen wurden sie Eltern einer Tochter.
Carrillo selbst starb 80-jährig an Krebs und wurde auf dem Woodlawn Memorial Cemetery in Santa Monica beerdigt.

## Ehrungen
Heute tragen zu Ehren des Schauspielers der Leo Carrillo State Park und eine Grundschule im kalifornischen Westminster Carrillos Namen. Für seine Verdienste bei Film und Fernsehen wurden ihm zwei Sterne auf dem Hollywood Walk of Fame gewidmet.

## Filmografie
- 1927: At the Ball Game
- 1931: Homicide Squad
- 1933: Before Morning
- 1934: Schrei der Gehetzten (Viva Villa!)
- 1934: Manhattan Melodrama
- 1935: In Caliente
- 1935: Love Me Forever
- 1935: La Fiesta de Santa Barbara (Kurzfilm)
- 1935: Wenn sie nur kochen könnte (If You Could Only Cook)
- 1937: … und ewig siegt die Liebe (History Is Made at Night)
- 1937: Manhattan Merry-Go-Round
- 1938: Im goldenen Westen (The Girl of the Golden West)
- 1938: Blockade
- 1938: Zu heiß zum Anfassen (Too Hot to Handle)
- 1939: Der Frechdachs von Arizona (The Arizona Wildcat)
- 1940: Lillian Russell
- 1940: Überfall auf die Olive Branch (Captain Caution)
- 1942: Escape from Hong Kong
- 1942: Der König von Texas (American Empire)
- 1943: Phantom der Oper (Phantom of the Opera)
- 1944: Zigeuner-Wildkatze (Gypsy Wildcat)
- 1947: Befehl des Gewissens (The Fugitive)
- 1948: Cisco räumt auf! (The Valiant Hombre / The Daring Caballero)
- 1949: Cisco, der Banditenschreck (The Gay Amigo / Satan's Cradle)